# Black Hippy
Black Hippy is een Amerikaanse hiphopgroep uit South Los Angeles. De groep werd in 2009 gevormd en bestaat uit de rappers Kendrick Lamar, Jay Rock, Ab-Soul en Schoolboy Q.

## Achtergrond
Black Hippy werd in 2009 gevormd nadat de rappers Kendrick Lamar, Jay Rock, Ab-Soul en Schoolboy Q zich hadden aangesloten bij het onafhankelijk label Top Dawg Entertainment uit Carson (Californië).
Het eerste nummer van de groep, getiteld "Try Me", verscheen in 2008 op het album Schoolboy Turned Hustla van Schoolboy Q. Een jaar later had het hiphopcollectief ook nummers op de soloalbums van leden Jay Rock en Kendrick Lamar. In 2010 werd voor het nummer "Zip That, Chop That", dat deel uitmaakte van de mixtape Black Hippy (2011), de eerste videoclip van de groep uitgebracht. De groep maakte ook remixes van de nummers "The Recipe" en "Swimming Pools" van Lamar die op speciale edities van het album Good Kid, M.A.A.D City (2012) te horen waren.